# Aqua-Novio'94
Aqua-Novio'94 is een zwemvereniging uit de Nederlandse stad Nijmegen.
De vereniging is op 1 april 1994 ontstaan uit een fusie tussen NZC'21, Pluvius en Zeus. Aqua-Novio'94 heeft ongeveer 1000 leden en maakt gebruik van alle zwembaden van de gemeente Nijmegen. De vereniging is een van de grootste aanbieders van zwemles in regio Nijmegen. Naast zwemles biedt de vereniging ook wedstrijdzwemmen, waterpolo, synchroonzwemmen en waterbasketbal aan.